# 687 Tinette
A 687 Tinette (ideiglenes jelöléssel 1909 HG) a Naprendszer kisbolygóövében található aszteroida. Johann Palisa fedezte fel 1909. augusztus 16-án.